# Cladosporium eriolobi
Cladosporium eriolobi är en svampart som beskrevs av Thaung 1974. Cladosporium eriolobi ingår i släktet Cladosporium och familjen Davidiellaceae.   Inga underarter finns listade i Catalogue of Life.